# Exo (réseau de transport)
Pour les articles homonymes, voir Exo, RTM et AMT.
Exo (l'identité de marque du Réseau de transport métropolitain ou RTM, publicisée avec la graphie exo) est un organisme public de transport en commun québécois qui dessert principalement la Couronne nord et la Couronne sud de Montréal au Québec, Canada. En plus des services de transport par autobus situés dans ces secteurs, Exo est chargé d'opérer les lignes de train de banlieue de toute la région métropolitaine de Montréal. L'organisme est divisé en douze secteurs qui offrent les services de transport dans une région donnée. Au total, Exo opère 237 lignes d'autobus, 5 lignes de train de banlieue, 52 services de taxibus ainsi que du transport adapté.

## Historique
L'organisme Exo a débuté ses activités le 1er juin 2017. La réorganisation administrative du transport en commun dans la région métropolitaine de Montréal a occasionné la réduction du nombre d'organismes de transport, le faisant passer de 17 à 5. Les trains de banlieue étaient sous la charge de l'Agence métropolitaine de transport (AMT) et les services d'autobus sous la charge de 14 organismes de transport locaux, pour la plupart des Conseils intermunicipaux de transport (CIT),. Cette fusion d'organismes autour d'une grande métropole est inspirée d'ailleurs et a pour but de simplifier la gestion du transport public et les déplacements dans la région.

## Champ de compétences
Le territoire desservi par Exo est différent, selon le mode de transport utilisé pour assurer le service. En effet, bien que le territoire de l'organisme comprend l'ensemble des 82 municipalités de la Communauté métropolitaine de Montréal, le territoire autochtone de Kahnawake et la ville de Saint-Jérôme, seul le service assuré par train de banlieue dessert l'ensemble de ce territoire. En ce qui a trait au service assuré par autobus, transport adapté et taxibus, il faut retrancher de ce territoire l'agglomération de Montréal, Laval et l'agglomération de Longueuil, qui sont quant à elles desservies par d'autres organismes de transport. Globalement, Exo dessert ainsi une population de plus de 4 millions de personnes, sur 4 258 kilomètres carrés autour de Montréal.
Exo est supervisé par l'Autorité régionale de transport métropolitain (ARTM), agence responsable de la planification des transports de la région métropolitaine de Montréal.

Ancien logo avant le changement de nom (1 juin 2017 - 23 mai 2018).

Lors du début des activités d'Exo, tous les anciens services des différents organismes et agences qu'il regroupe demeurent inchangés. Les changements apportés par cette fusion se feront progressivement, secteur par secteur et selon les besoins, notamment modifiés par l'inauguration éventuelle du Réseau express métropolitain.
D'abord connu sous l'appellation de Réseau de transport métropolitain ou RTM, l'organisme annonce le 23 mai 2018 sa nouvelle identité de marque, « exo ». Ce nom se veut plus facile à prononcer et vise à éviter la confusion avec les acronymes des autres sociétés de transport de la région, notamment avec l'ARTM. Le changement d'identité se fera progressivement sur le site web, les trains, les autobus et les installations de l'organisme. Même si cela est invisible pour le public, la dénomination légale de l'organisme demeure le Réseau de transport métropolitain.

## Tarification
Les services d'Exo fonctionnent dans le cadre de la tarification intégrée qui s'applique sur tout le territoire de l'Autorité régionale de transport métropolitain (ARTM). Ce dernier est responsable pour la grille tarifaire et la définition des zones tarifaires.
En 2022 l'ARTM démarre un programme de refonte et simplification de la grille tarifaire. Avant de commencer, il existait 17 grilles tarifaires et plus de 700 titres de transport distincts qui s'appliquent aux différents services de transport à travers le grand Montréal. Lorsque certains anciens titres sont moins chers que les tires dans la nouvelle grille, ils sont conservés et l'augmentation de prix est « lissée » sur plusieurs années pour éviter un changement trop brusque. La grille tarifaire de juillet 2024 contient plusieurs titres exceptionnels qui s'appliquent aux services d'Exo.

## Services

### Réseau de trains
Exo gère cinq lignes de trains de banlieue, soit les lignes Vaudreuil-Hudson, Saint-Jérôme, Mont-Saint-Hilaire, Candiac et Mascouche. Ces lignes totalisent 150 départs quotidiens et desservent 52 gares, sur plus de 225 km de voies ferrées (les jours de semaine). En 2023, un total de 6 147 995 déplacements sont comptabilisés, représentant 28% des déplacements d'Exo.

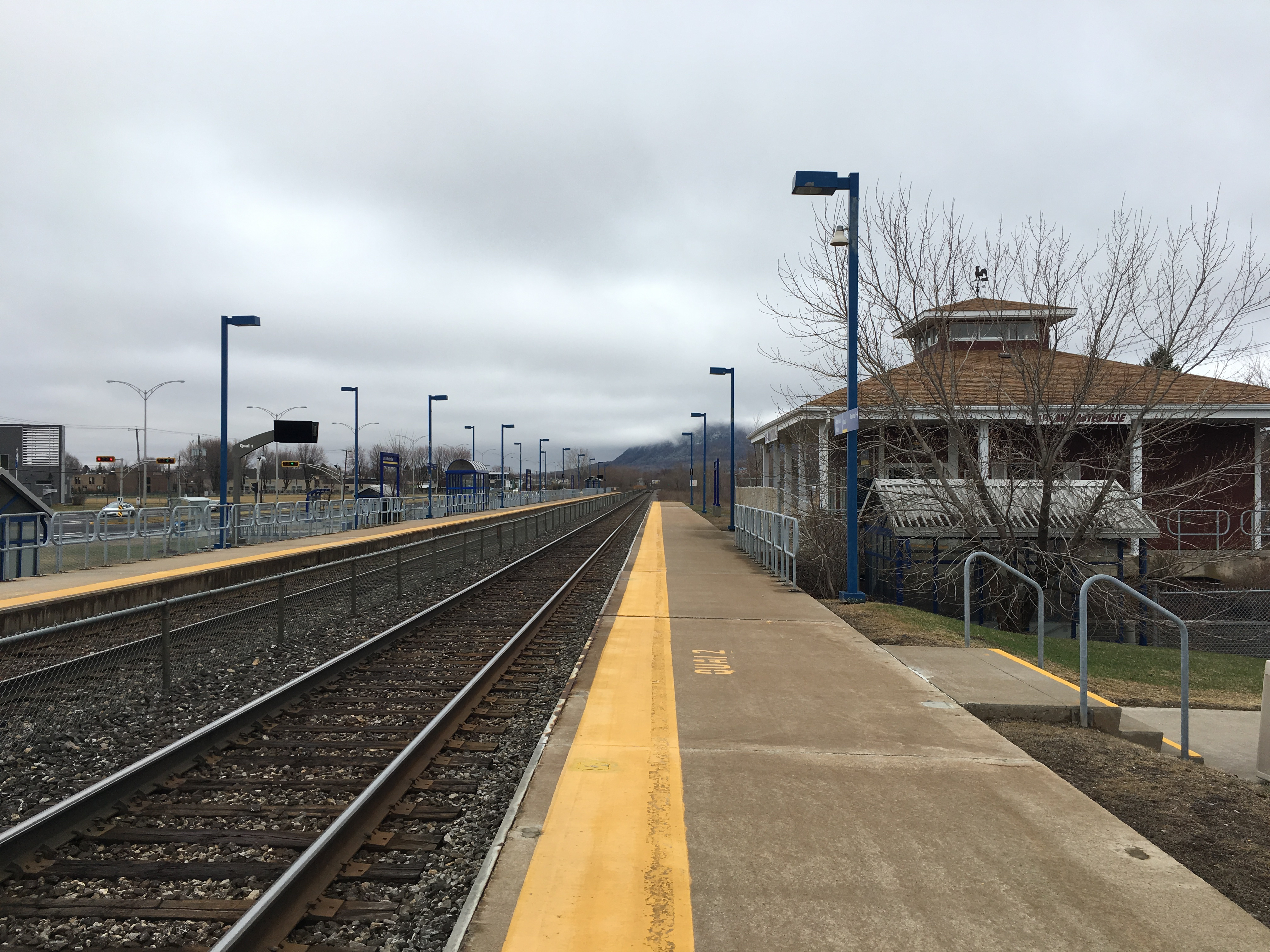
La gare McMasterville.
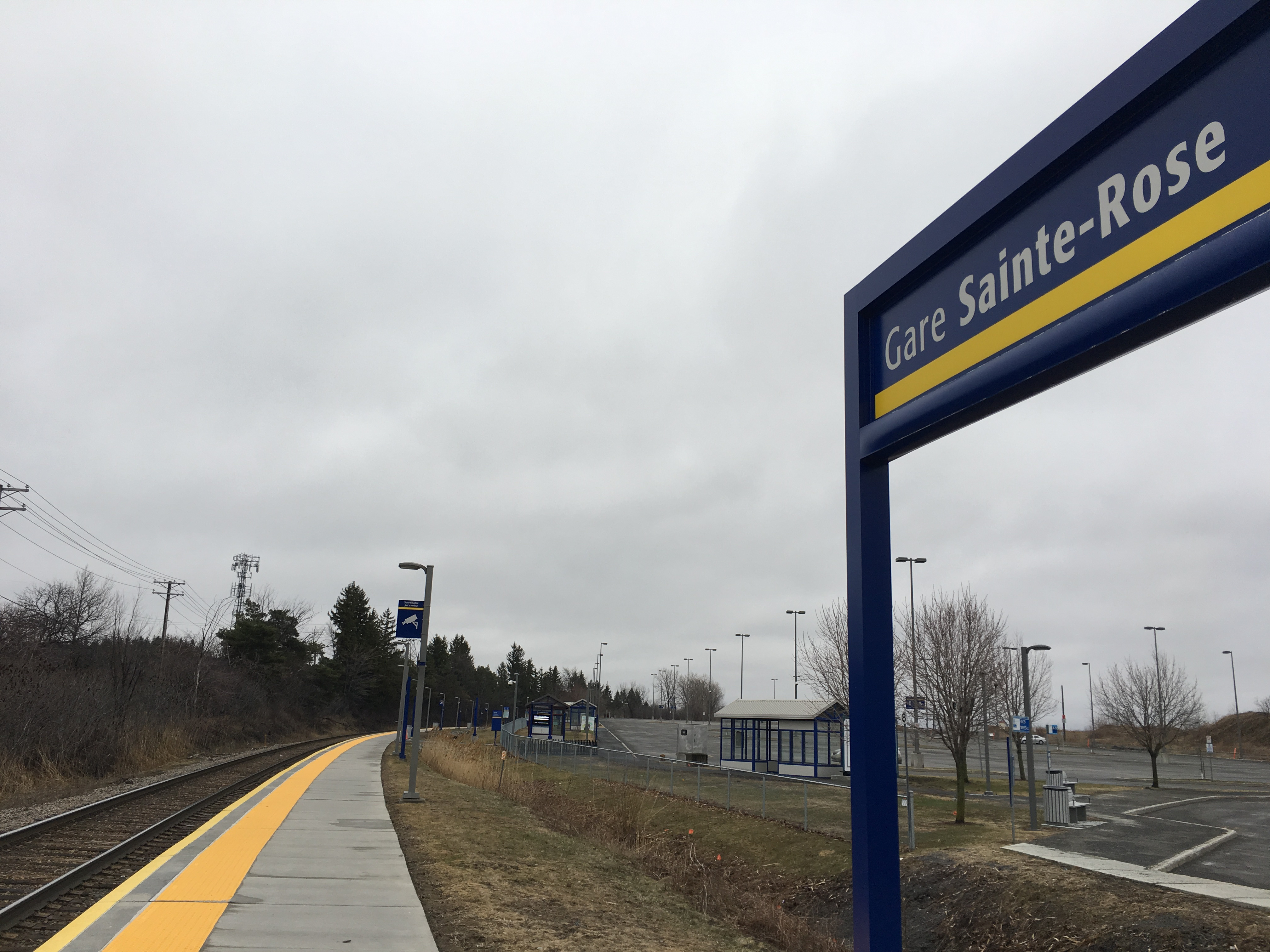
La gare Sainte-Rose.
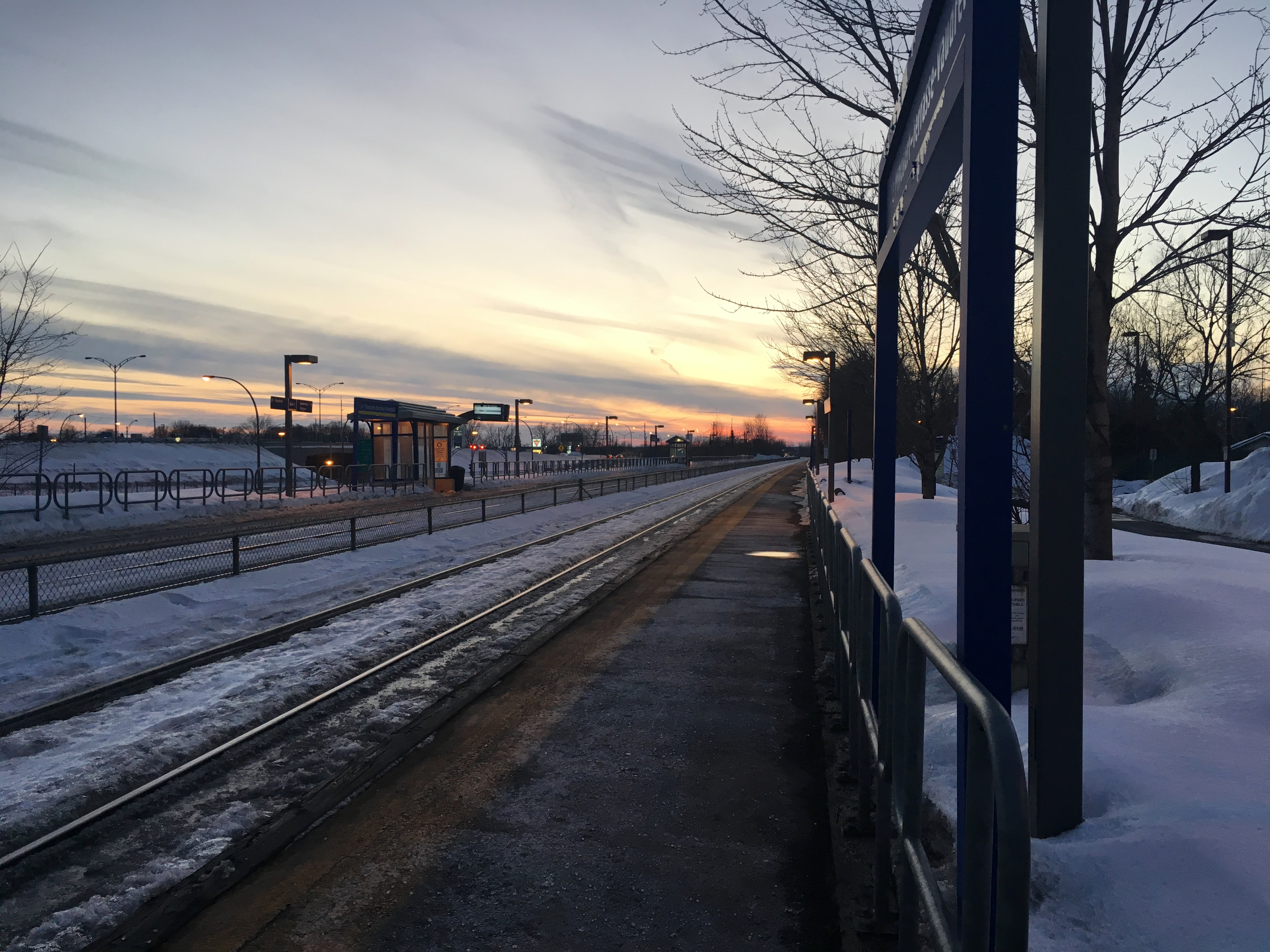
La gare Pincourt–Terrasse-Vaudreuil.
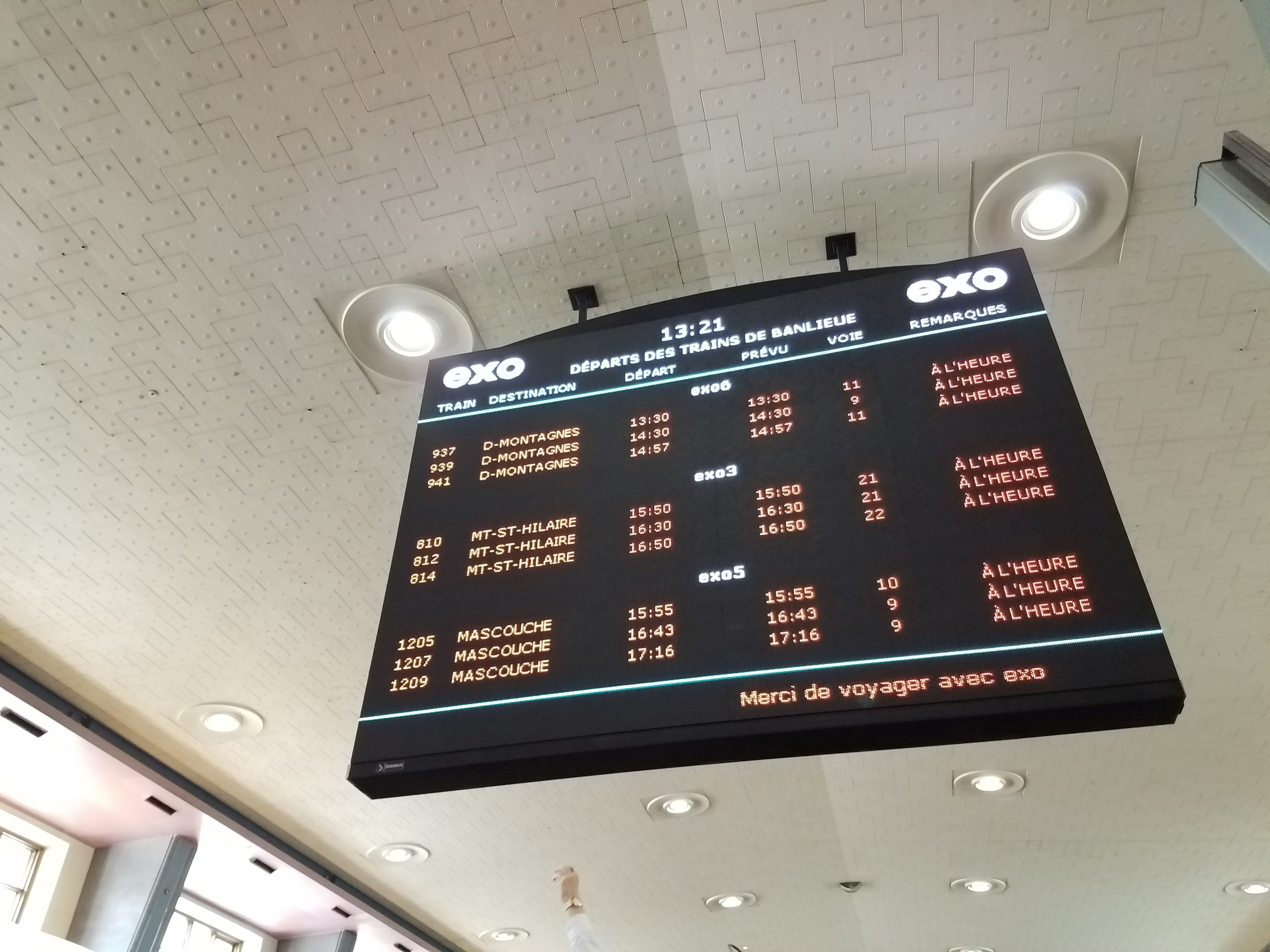
Tableau des départs à la gare Centrale.

### Réseau d'autobus
Exo est responsable de toutes les lignes d'autobus des organismes fusionnés, celles-ci représentent 53 % des déplacements de l'organisme. En 2023, un total de 219 lignes composent le réseau d'autobus.

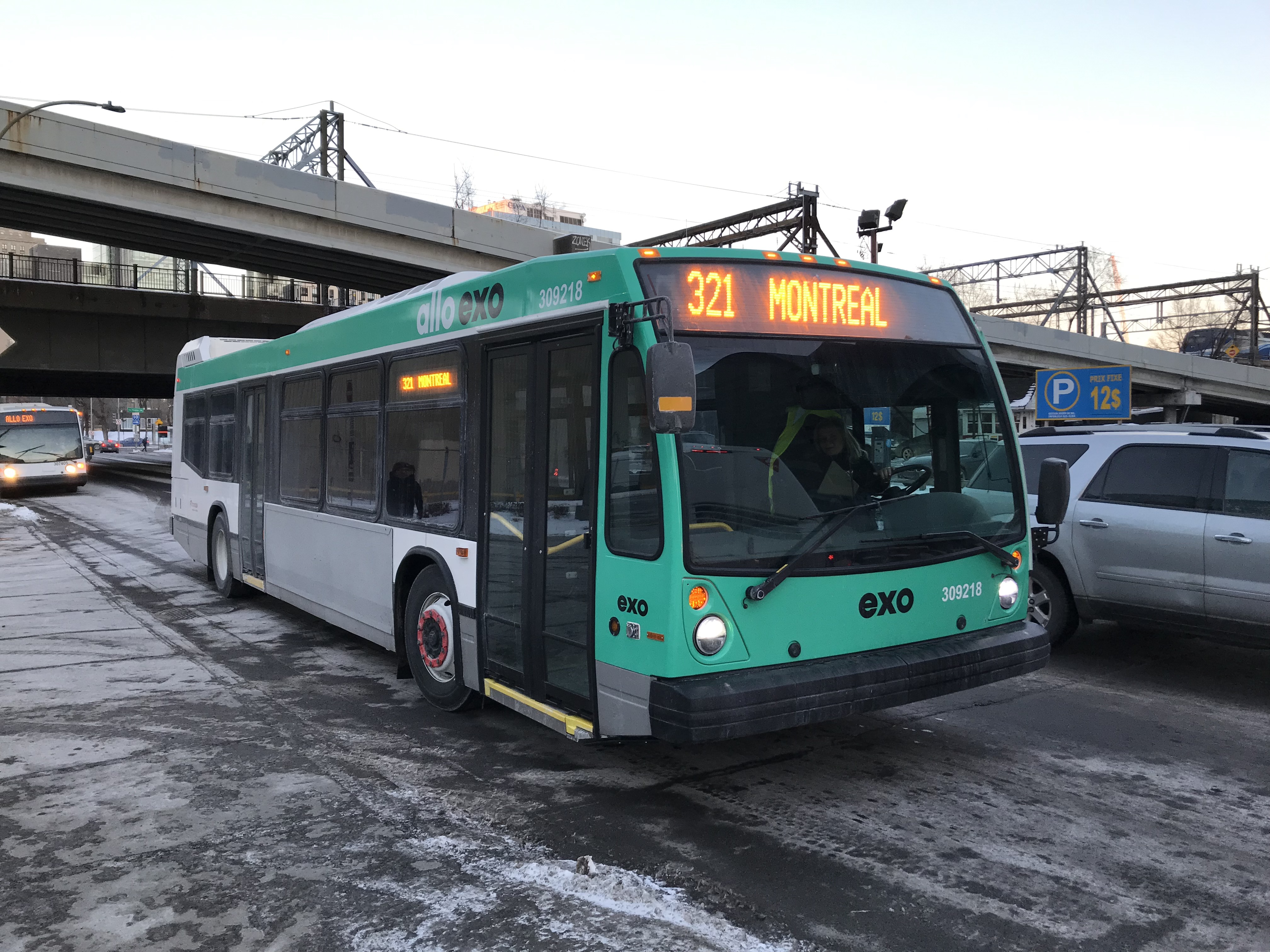
Un autobus d'Exo du secteur Le Richelain.

Le regroupement en 2017 de plusieurs réseaux de transport distincts – ceux des conseils intermunicipaux de transport (CIT) – au sein d'un même réseau occasionne plusieurs dédoublements dans la numérotation des lignes d'autobus. Afin d'éviter la confusion, les lignes d'autobus conservent pour la plupart leur numéro et sont attribuées au sein d'une division de l'organisme Exo appelée « secteur » qui correspond généralement au territoire du CIT qui existait avant la fusion. Par exemple, la ligne 35 du Conseil intermunicipal de transport La Presqu'Île est devenue la ligne 35 d'Exo secteur La Presqu'Île, demeurant identique. Ceci n'empêche pas qu'une ligne 35 puisse exister dans l'un des autres secteurs d'Exo, par exemple, la ligne 35 d'Exo secteur Roussillon.
| Secteur                    | Ligne de bus | Ligne de taxibus | Achalandage (2023) | Variation 2022/2023 (%) |
| -------------------------- | ------------ | ---------------- | ------------------ | ----------------------- |
| Couronne nord              |              |                  |                    |                         |
| L'Assomption               | 13           | 2                | 1 373 760          | 36,8                    |
| Laurentides                | 49           | 26               | 4 303 639          | 26,6                    |
| Terrebonne-Mascouche       | 28           | 10               | 2 540 533          | 27,7                    |
| Couronne sud               |              |                  |                    |                         |
| Chambly-Richelieu-Carignan | 17           | 7                | 674 460            | 8,2                     |
| Haut-Saint-Laurent         | 2            | 0                | 203 256            | 22,4                    |
| La Presqu'Île              | 28           | 0                | 708 264            | 40,3                    |
| Richelain/Roussillon       | 38           | 3                | 1 549 079          | N/A                     |
| Sainte-Julie               | 11           | 3                | 490 820            | 15,2                    |
| Sorel-Varennes             | 15           | 1                | 630 705            | 23,8                    |
| Sud-Ouest                  | 16           | 8                | 1 284 325          | 22,6                    |
| Vallée-du-Richelieu        | 13           | 6                | 1 196 897          | 27,7                    |
| Total                      | 219          | 52               | 14 955 738         | 23,1                    |

### Réseau de transport adapté
Le service de transport adapté d'Exo est séparé en 9 secteurs, ils représentent 2 % des déplacements de l'organisme.
| Secteur                        | Opérateur        | Achalandage (2017) |
| ------------------------------ | ---------------- | ------------------ |
| Couronne nord                  |                  |                    |
| L'Assomption                   |                  | 98 700             |
| Laurentides                    |                  | 228 500            |
| Terrebonne-Mascouche           | Keolys           | 80 700             |
| Couronne sud                   |                  |                    |
| Candiac/Roussillon             | Transdev         | 43 200             |
| Chambly-Richelieu-Carignan     | Handi-bus        | 42 800             |
| Châteauguay/Sud-Ouest          | Transports Accès | 56 700             |
| Marguerite-D'Youville          |                  | 38 900             |
| Vallée du Richelieu            | Transdev         | 43 100             |
| Vaudreuil-Dorion/La Presqu'Île | Transport Soleil | 42 200             |
| Total                          | Total            | 674 800            |